# Kempnyia goiana
Kempnyia goiana är en bäcksländeart som beskrevs av Bispo och Froehlich 2004. Kempnyia goiana ingår i släktet Kempnyia och familjen jättebäcksländor. Inga underarter finns listade i Catalogue of Life.